# Liste der denkmalgeschützten Objekte in Schiefling am Wörthersee
Die Liste der denkmalgeschützten Objekte in Schiefling am See enthält die 8 denkmalgeschützten, unbeweglichen Objekte der Gemeinde Schiefling am See in Kärnten.

## Denkmäler
| Foto |                 | Denkmal                                                                      | Standort                                              | Beschreibung | Metadaten |
| ---- | --------------- | ---------------------------------------------------------------------------- | ----------------------------------------------------- | --- | --- |
| ja   | Datei hochladen | Waldhaus am See (Alban-Berg-Haus) HERIS-ID: 16806 Objekt-ID: 13074           | Auen-Bergweg 22 Standort KG: Schiefling am See        | Alban und Helene Berg erwarben 1932 das im Typus eines alpinen Landhauses errichtete Wohnhaus und nutzen es ab 1933 als ständigen Wohnsitz. In diesem Haus arbeitete Berg an der Oper Lulu und am Violinkonzert Dem Andenken eines Engels. Im Stiegenhaus hängen secessionistische Bilder von Bergs Schwager Nahowski. | BDA-Hist.: Q37831519 Status: Bescheid Stand der BDA-Liste: 2025-06-30 Name: Waldhaus am See (Alban-Berg-Haus) GstNr.: .86 Waldhaus am See (Alban-Berg-Haus), Schiefling am Wörthersee                          |
| ja   | Datei hochladen | Haus Heimdall / Villa Ast HERIS-ID: 16807 Objekt-ID: 13075                   | Auen-Waldpromenade 35 Standort KG: Schiefling am See  | Die für den Baurat Eduard Ast im Jahr 1924 errichtete Jugendstil-Villa zählt zu den bedeutendsten Kärntner Privatbauten des 20. Jahrhunderts. Der Wiener Architekt Josef Hoffmann war auch für die Aufstockung im Jahre 1934 verantwortlich. Ein Zitat von Wilhelm Deuer: „Das kubische, fast schmucklose Haus wirkt durch die feine Putzarchitektur wie aus Schichten aufgebaut. Vor dem Portal ist eine offene Vorhalle mit einem Bacchantinnenfries von Anton Hanak. Im Zuge der Aufstockung von 1934 schuf Hoffmann einen weiteren Fries im oberen Geschoß durch umlaufende, fast quadratische Fenster.“ Anmerkung: Das Photo zeigt das Portierhaus der Villa. | BDA-Hist.: Q37831574 Status: Bescheid Stand der BDA-Liste: 2025-06-30 Name: Haus Heimdall/ Villa Ast GstNr.: 43/1, 47, 110, 111                                                                                |
| ja   | Datei hochladen | Kath. Pfarrkirche hl. Michael in Schiefling HERIS-ID: 16805 Objekt-ID: 13073 | Standort KG: Schiefling am See                        | Die kleine Kirche besteht aus einem barocken, im 17. Jahrhundert errichteten Saalbau, der 1900 um einen westlichen Fassadenturm ergänzt wurde. Zur Einrichtung zählen der neobarocke Hochaltar von 1850, ein Seitenaltar mit Marienfigur von 1878 und ein spätbarocker Florianialtar. Anmerkung: Der Denkmalschutz schließt auch den nicht direkt anschließenden, östlich gelegenen Friedhof mit ein. | BDA-Hist.: Q1423399 Status: § 2a Stand der BDA-Liste: 2025-06-30 Name: Kath. Pfarrkirche hl. Michael in Schiefling GstNr.: .53, 322 Pfarrkirche hl. Michael, Schiefling                                        |
| ja   | Datei hochladen | Spätantike Höhensiedlung Kathreinkogel HERIS-ID: 16843 Objekt-ID: 13111      | Kathreinkogel Standort KG: St. Kathrein               | Am Kathreinkogel befand sich eine spätbronzezeitliche Siedlung und ein spätantikes Kastell mit Gräberfeld. 1988 legte man eine frühchristliche Saalkirche von zwölf mal fünf Metern aus dem 5./6. Jahrhundert mit einer Priesterbank, einem erhöhten Presbyterium und Estrichboden sowie südwestlich zwei Zisternen frei. Über die östliche Zisterne wurde 1986/87 ein Schutzbau mit einem angeschlossenen Museum errichtet. | BDA-Hist.: Q37832536 Status: Bescheid Stand der BDA-Liste: 2025-06-30 Name: Spätantike Höhensiedlung Kathreinkogel GstNr.: 208, 233, 207, 15, 53, 54, 55, 56, 136, 206, 180/1 Ancient settlement Kathreinkogel |
| ja   | Datei hochladen | Kath. Filialkirche hl. Katharina HERIS-ID: 16845 Objekt-ID: 13113            | Kathreinkogel Standort KG: St. Kathrein               | Die kleine Kirche ist ein einschiffiger romanischer Bau mit spätgotischem Chor mit 5/8-Schluss, Dachreiter, westlicher Vorhalle und eisenbeschlagener gotischer Tür an der Nordseite. Bemerkenswert ist rechts vom Eingang die Opfernische mit spätgotischem Flechtornament. Im Kircheninneren wurden an der Nordwand gotische Fresken aus dem 14. Jahrhundert freigelegt; vor dem Hochaltar (von 1720, mit gedrehten Säulen) wurden die Reste eines romanischen Rechteckchors freigelegt. | BDA-Hist.: Q1286332 Status: § 2a Stand der BDA-Liste: 2025-06-30 Name: Kath. Filialkirche hl. Katharina GstNr.: .31/2 Filialkirche hl. Katharina, Kathreinkogel                                                |
| ja   | Datei hochladen | Kath. Filialkirche hll. Ulrich und Martin HERIS-ID: 16846 Objekt-ID: 13114   | Albersdorf-Albersdorfer Weg 34 Standort KG: Techelweg | Die kleine Kirche ist ein einschiffiger romanischer Bau mit offener westlicher Vorhalle, gotischem Portal, Zwiebelhelmdachreiter und niederem, gerade geschlossenen Chor. An der Nordwand gibt es zwei Martins- und ein Christophorusfresko. Im kreuzgratgewölbten Langhaus befinden sich wuchtige Säulen und eine Holzempore aus dem 17. Jahrhundert. | BDA-Hist.: Q1412747 Status: Bescheid Stand der BDA-Liste: 2025-06-30 Name: Kath. Filialkirche hll. Ulrich und Martin GstNr.: .14 Church of Saint Ulrich and Martin                                             |
| ja   | Datei hochladen | Mauerspeicher Sima HERIS-ID: 16847 Objekt-ID: 13115                          | Roda-Panoramaweg 1 Standort KG: Techelweg             | Der mehrmals mit 1559 bezeichnete Mauerspeicher aus der Renaissance weist an der Vorderseite ein Kruzifix in Sinopiatechnik auf. | BDA-Hist.: Q37832704 Status: Bescheid Stand der BDA-Liste: 2025-06-30 Name: Mauerspeicher Sima GstNr.: .8 Mauerspeicher Sima                                                                                   |
| ja   | Datei hochladen | Mauerspeicher Suhsitz HERIS-ID: 16848 Objekt-ID: 13116                       | Zauchen-Pyramidenkogelstraße 1 Standort KG: Techelweg | Der dreigeschoßige Speicherbau ist im Baubestand seit der Renaissance nahezu unverändert. Die Fassaden mit aufgeputzten Eckquader und architektonischen Tür- und Fensterrahmungen weisen noch zum Teil Putze des 16. Jahrhunderts auf. Die Erdgeschoßtüren besitzen profilierte Steingewände. Die Stuckrahmung über dem Portal ist mit 1597. Über dem Rundbogenportal befindet sich eine Sinopia mit der Darstellung eines Kruzifixes. Das Kellergeschoß ist mit einem Kreuzgratgewölbe des 16. Jahrhunderts mit aufgeputzten Graten ausgestattet. | BDA-Hist.: Q37832791 Status: Bescheid Stand der BDA-Liste: 2025-06-30 Name: Mauerspeicher Suhsitz GstNr.: .24 Mauerspeicher Suhsitz                                                                            |